# Ulrik af Danmark (1611-1633)
 Der er flere personer med dette navn, se Ulrik af Danmark.
Hertug Ulrik (2. februar 1611 – 12. august 1633) var søn af kong Christian IV og dronning Anna Cathrine. Han var administrator af Fyrstbispedømmet Schwerin som Ulrik 3. fra 1624 til 1629.

## Gejstligt levnedsløb
Hertug Ulrik fik i 1617 den hidtidige konrektor i Roskilde, Niels Frandsen, til lærer. Få år efter begyndte hans far at skaffe ham indtægter af gejstlige præbender og stifter i Tyskland. I 1622 fik han et kanonikat i Bremen, og samme år blev han valgt til koadjutor i Schwerin stift; derimod mislykkedes planen om at skaffe ham Kamin stift i Pommern. I 1623 fulgte han sin bror Frederik (III) til Verden (Aller) i Tyskland, og da hans farbror hertug Ulrik døde 1624, arvede han embedet som biskop i Schwerin. På grund af hans unge alder (13 år) kunne der dog ikke være tale om, at han straks skulle tiltræde denne stilling; han aflagde et besøg i Bützow og blev hyldet af sine nye undersåtter, men der blev indsat et statholderskab for at styre stiftet. 
I mellemtiden var Ulrik kommet på Sorø Akademi og fik i 1627 Svavsted Amt, som også havde hørt under hans farbror. Samme år drog han på rejse til Nederlandene og Frankrig, hvorfra han kom hjem i foråret 1628. Kort efter, samme år, drog han igen af sted, denne gang til krigstjeneste hos Gustav 2. Adolf i Preussen. Han deltog i felttoget i den polsk-svenske krig (1626-1629), og under dette opnåede han anerkendelse af den svenske konge inden, at han var hjemme i Danmark igen i november. Kort efter medførte freden i Lübeck (1629), at Christian IV på egne og sine sønners vegne måtte give afkald på deres tyske stifter. Dette medførte, at Ulrik mistede Schwerin.

## Militær løbebane
I juni 1629 fik hertug Ulrik til opgave at sørge for at hjemsende de engelske og skotske lejetropper, der stod i de vestslesvigske marskegne. Herfra rejste han over Glückstadt til Nederlandene, hvor han deltog i statholderen Frederik Hendriks afsnit af belejringen af Hertogenbosch. Efter byens erobring vendte han hjem til Danmark, og i april 1630 var han med kongen ved angrebet på Hamborg, hvor han kom i livsfare. Samtidig påtænkte Christian IV at gøre et forsøg på en tilnærmelse til kejser Ferdinand 2. og især til Wallenstein for derved at skaffe sine sønner de tabte stifter tilbage. 
Et af midlerne hertil var, at Ulrik i 1630 rejste til Tyskland og besøgte kurfyrstedagen i Regensburg, kejserens broder ærkehertug Leopold og ikke mindst, flere gange, Wallenstein i Memmingen i Bayern. Wallenstein modtog ham med venlighed, men det var netop på dette tidspunkt, at han fratrådte sin stilling som general, og Ulriks ophold hos ham fik derfor ikke de ønskede følger. I stedet fik han fra denne tid i stedet ret fjendtlige følelser over for kejserhoffet. 
Fra Tyskland rejste han så over Holland til sin fætter Karl I i England. Af denne han fik tilsagn om en årlig pension. Vinteren 1630-31 tilbragte han hjemme; ud på foråret begav han sig atter på rejse til Tyskland, denne gang til de protestantiske fyrster i Brandenborg og Sachsen. Imidlertid bemægtigede de svenske tropper sig Mecklenburg og Schwerin stift; dette gav anledning til, at Gustav 2. Adolf forhandlede om hans genindsættelse her, og det så ud til, at Ulrik selv helst ville have slået sig ned her. Det blev endda overvejet, om Ulrik skulle giftes med kongens lille datter Christina, men uanset bestræbelserne herpå samt de nye forhandlinger fra Christian IV's side med de tyske fyrster, kejseren og Wallenstein gav det ikke gevinst i form af tildelingen af de nævnte stifter til Ulrik. 
Imidlertid blev Ulrik træt af at gå uvirksom rundt, og han fik sin fars accept til at træde i sachsisk militærtjeneste. I februar 1632 indledte han den rejse, til kurfyrst Johan Georg, der skulle blive skæbnesvanger for ham. Han fik indledningsvis et negativt indtryk af hoflivet i Dresden, hvor man efter Ulriks mening tænkte mere på at leve godt end på krigen. Det var derfor en stor tilfredsstillelse for ham, da han i marts blev indsat som oberst i den sachsiske hær. Senere kaldte han sig endvidere kursachsisk general over artilleriet. 
Han fik i Danmark hvervet et kompagni kyrasserer, og med det rykkede hen på sommeren med den sachsiske hær, der blev anført af general Hans Georg von Arnim, ind i Schlesien. Han deltog sandsynligvis i erobringen af Gross Glogau og opholdt sig om efteråret i Neisse. Her fandt han i jesuiterkollegiet Tyge Brahes himmelglobe, som han sendte hjem til Danmark. Efter stilhed i krigsbegivenhederne i vinteren 1632-33 blev kampene genoptaget i januar, og Ulrik fik lejlighed til at udmærke sig. 
Samtidig var planen om hans ægteskab med Christina på ny dukket op, men var blev afvist af Axel Oxenstierna. Ulriks egen interesse var fortsat i højere grad generhvervelsen af Schwerin stift. Imidlertid var Wallenstein i maj 1633 på ny sat i spidsen for den kejserlige hær. Men hans forsøg på forhandlinger med fjenderne gav jævnlig anledning til våbenstilstand, og under en sådan havde Ulrik et møde med ham. Under de krigshandlinger, der afbrød forhandlingen, fik han dog atter lejlighed til at udmærke sig, og det lykkedes ham endda at tilføje de kroatiske ryttere et ret betydeligt nederlag. Nye fredsforhandlinger blev indledt mellem de to parter, og Ulrik deltog i dem. Under et af disse møder blev han dødelig såret 11. august 1633 ved et uventet forræderisk skud fra en kejserlig rytter, og han udåndede ud på natten 12. august. 
Hans lig blev først ført til Liegnitz, derfra til Dresden, hvor det stod til foråret 1634. Efter en bisættelse blev det så bragt til København, hvor det blev nedsat i Frue Kirke, indtil det 1642 fik sin endelige plads i Christian IV's kapel i Roskilde Domkirke. 
Ulrik blev karakteriseret som, ud over at være modig, havende omfattende sprogkundskaber og litterære interesser, som han særlig i sit sidste år plejede ved omgang med den tyske digter Martin Opitz. Allerede 1631 havde han selv udgivet et lille satirisk skrift: "Strigelis vitiorum" (Lasternes gennemhegling), der specielt nedgjorde umådeholden drikkeri, en last, som han øjensynlig hadede.

## Van Doorts barneportræt af Hertug Ulrik vender tilbage
I juni 2010 blev maleriet af Hertug Ulrik øverst på siden købt til Danmark af Rosenborgsamlingen med støtte fra Augustinus Fonden. Maleriet var  endeligt identificeret af professor Steffen Heiberg, som har skrevet flere værker om Christian d. 4 og hans tid. Den dansk-engelske Negotiant for Kunst, Martin Philip Guise, så maleriet hos Weiss Gallery i London i sommeren 2008 og søgte at få maleriet tilbage til Danmark. I foråret 2009 sikrede han og Rosenborgsamlingen for samlingen. Maleriet blev afsløret ved en festlighed på Rosenborg, hvor kronprinsparrets søn prins Christian afslørede det sammen med sin farfar, prinsgemalen. Det har fået plads i Christian d.4's skrivestue, som er et af de få rum, hvis indretning næsten er uændret fra Christian d.4's tid.